# Спомен-обележје Каменолом
Спомен-обележје Каменолом је посвећено палим борцима и жртвама фашизма који су страдали током Другог светског рата на територији Раковца.
Налази се на око 500 метара од манастира Раковац крај пута који води ка излетишту Змајевац. Током рата Раковац је био јако упориште ослободилачког покрета одакле су предузимане оружане акције против окупатора. У знак одмазде 1942. године село је спаљено, а цену рата платио је и манастир у коме је откривена партизанска штампарија 1943. године.
Централни зелени плато је окружен монументалним спомен-плочама. Један део комплекса је направљен у самом брду и подсећа на рударско окно. Карактеристичан је по томе што је направљен из мозаика, а доскора је ту био и Титов велики портрет са натписом „Друже Тито, ми ти се кунемо”, који је прекречен.
Одмах изнад спомен-комплекса налази се пећина Бели Мајдан до које можете доћи шумским путем.